# Pricilla Nanyang
Tiến sĩ Pricilla Nanyang (Priscila Nyanyang hoặc Priscilla Nyayang Joseph Kuch ) là một chính trị gia người Nam Sudan. Bà đã từng là thứ trưởng cho giới, trẻ em và phúc lợi xã hội cũng như bộ trưởng mà không có danh mục đầu tư.

## Giáo dục
Nanyang có bằng Cử nhân Y khoa và Phẫu thuật vào năm 1978 từ Đại học Khartoum. Bà đã nhận bằng Thạc sĩ Y học Cộng đồng từ năm 1987 cũng từ Đại học Khartoum.

## Sự nghiệp
Từ năm 2005 đến 2010, bà là thành viên của Phong trào Giải phóng Nhân dân Sudan (SPLM) của Quốc hội và Chủ tịch Ủy ban Nhân quyền tại Quốc hội. Năm 2007, Nanyang đã tham gia vào một đội đặc nhiệm SPLM để cố gắng và tạo điều kiện cho các cuộc đàm phán hòa bình ở Darfur. Nanyang là một trong bảy phụ nữ được bổ nhiệm vào nội các Nam Sudan vào tháng 6 năm 2010  Bà được bổ nhiệm làm Bộ trưởng không có danh mục đầu tư trong Nội các Nam Sudan vào ngày 10 tháng 7 năm 2011  Dự án nghiên cứu kéo dài tám tuần, được gọi là "Đánh giá toàn diện của Chính phủ Nam Sudan", để nghiên cứu cách Chính phủ Nam Sudan thực hiện kể từ khi thành lập năm 2005.
Bà cũng là cựu thứ trưởng về phúc lợi giới tính, trẻ em và xã hội. Năm 2014, Bà đã điều phối một cuộc họp của các nhà hoạt động vì hòa bình phụ nữ ở Juba "để thúc đẩy sự nghiệp hòa bình, chữa lành và hòa giải". Như Thứ trưởng, Bà đi du lịch đến thành phố New York vào năm 2013 cho Seession 57 của Ủy ban về địa vị của phụ nữ và trong khi ở New York gặp với Chương trình về hòa bình xây dựng và Quyền tại Đại học Columbia Viện Nghiên cứu Quyền con người. Kể từ năm 2015, Nanyang cũng giữ chức chủ tịch Mạng lưới Hòa bình Phụ nữ Nam Sudan.